# Schwobsheim
Schwobsheim [ʃvɔpsaim] est une commune française située dans la circonscription administrative du Bas-Rhin et, depuis le 1er janvier 2021, dans le territoire de la Collectivité européenne d'Alsace, en région Grand Est.
Cette commune se trouve dans la région historique et culturelle d'Alsace.

## Géographie
Village essentiellement agricole situé dans la plaine rhénane du Ried qui fait partie du canton de Marckolsheim et de l'arrondissement de Sélestat-Erstein. La localité est située entre Strasbourg au nord et Colmar au sud. À l'ouest, elle permet de rejoindre la ville de Sélestat, le val d'Argent, la vallée de Villé et à l'est l'Allemagne. Le canal du Rhône au Rhin est situé à l'est du village. Les habitants sont connus sous le nom de Schowbsheimois. Les villages les plus proches, Bœsenbiesen et Richtolsheim, sont distants de moins de 2 km.

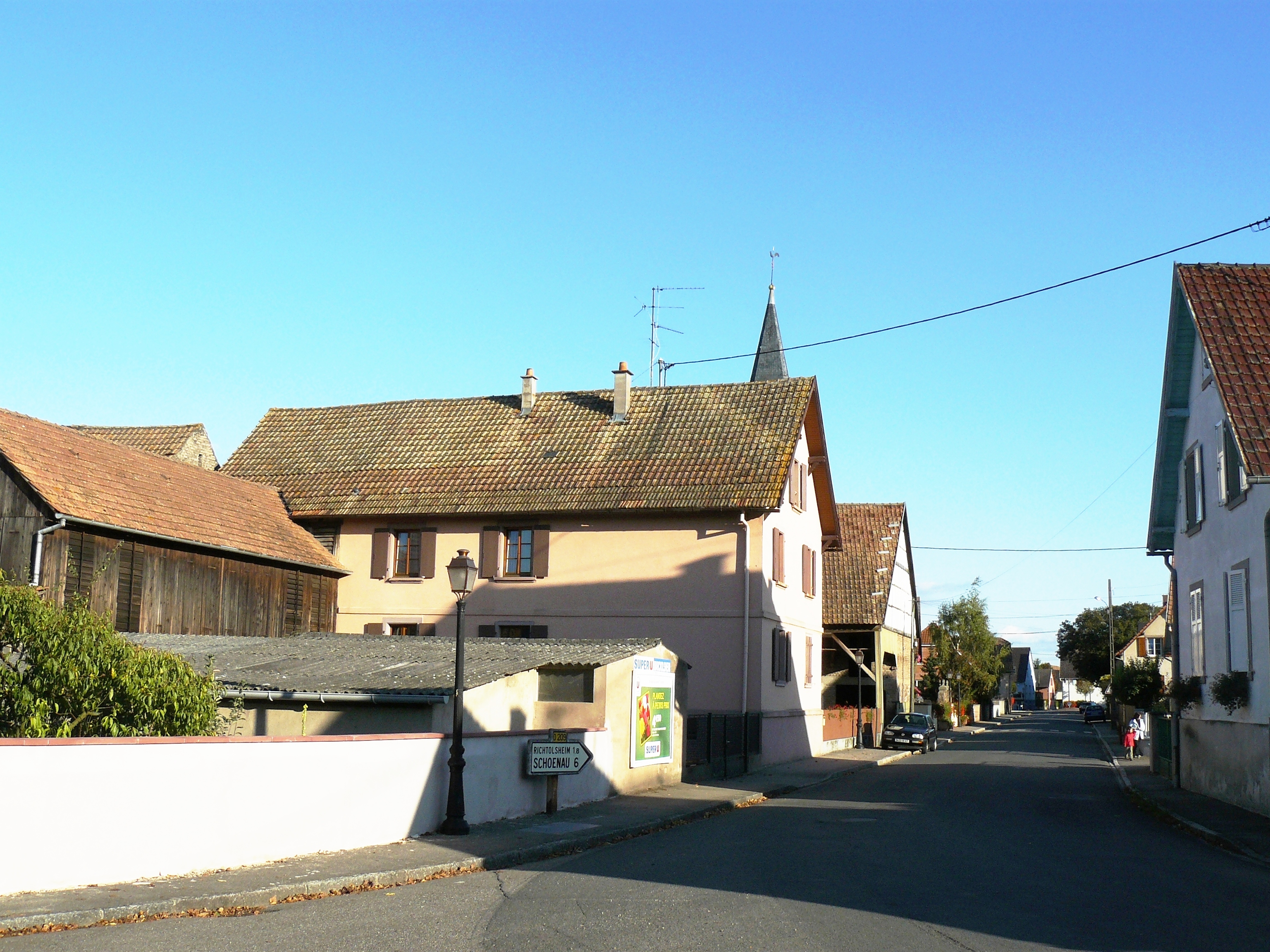
La rue Principale du village de Schwobsheim.

### Communes limitrophes
|             | Wittisheim  | Sundhouse    |
| Baldenheim  | Schwobsheim | Richtolsheim |
| Bœsenbiesen |             | Artolsheim   |

### Communes les plus proches
- Richtolsheim, 1,8 km ( à l'est de la commune)
- Bœsenbiesen, 2 km (au sud de la commune)
- Artolsheim, 3 km
- Sundhouse, 4 km
- Hessenheim, 4 km
- Wittisheim, 4 km
- Baldenheim, 5 km
- Saasenheim, 5 km
- Bootzheim, 5 km
- Mackenheim, 5 km
- Mussig, 6 km
- Muttersholtz, 6 km
- Hilsenheim, 6 km
- Bindernheim, 7 km
- Heidolsheim, 7 km
- Sélestat, 9 km

### Hydrographie

#### Réseau hydrographique
La commune est dans le bassin versant du Rhin au sein du bassin Rhin-Meuse. Elle est drainée par le canal du Rhone au Rhin et le ruisseau le Hanfgraben,.
Le canal du Rhône au Rhin, d'une longueur de 133 km, relie la Saône, affluent navigable du Rhône, au Rhin, par la vallée du Doubs et son prolongement en Haute Alsace jusqu'à Niffer sur le Rhin, un autre prolongement rejoignant Strasbourg par la canalisation de l'Ill. 
Le Hanfgraben, d'une longueur de 15 km, prend sa source dans la commune de Bœsenbiesen et se jette  dans la Zembs à Rossfeld, après avoir traversé sept communes. 

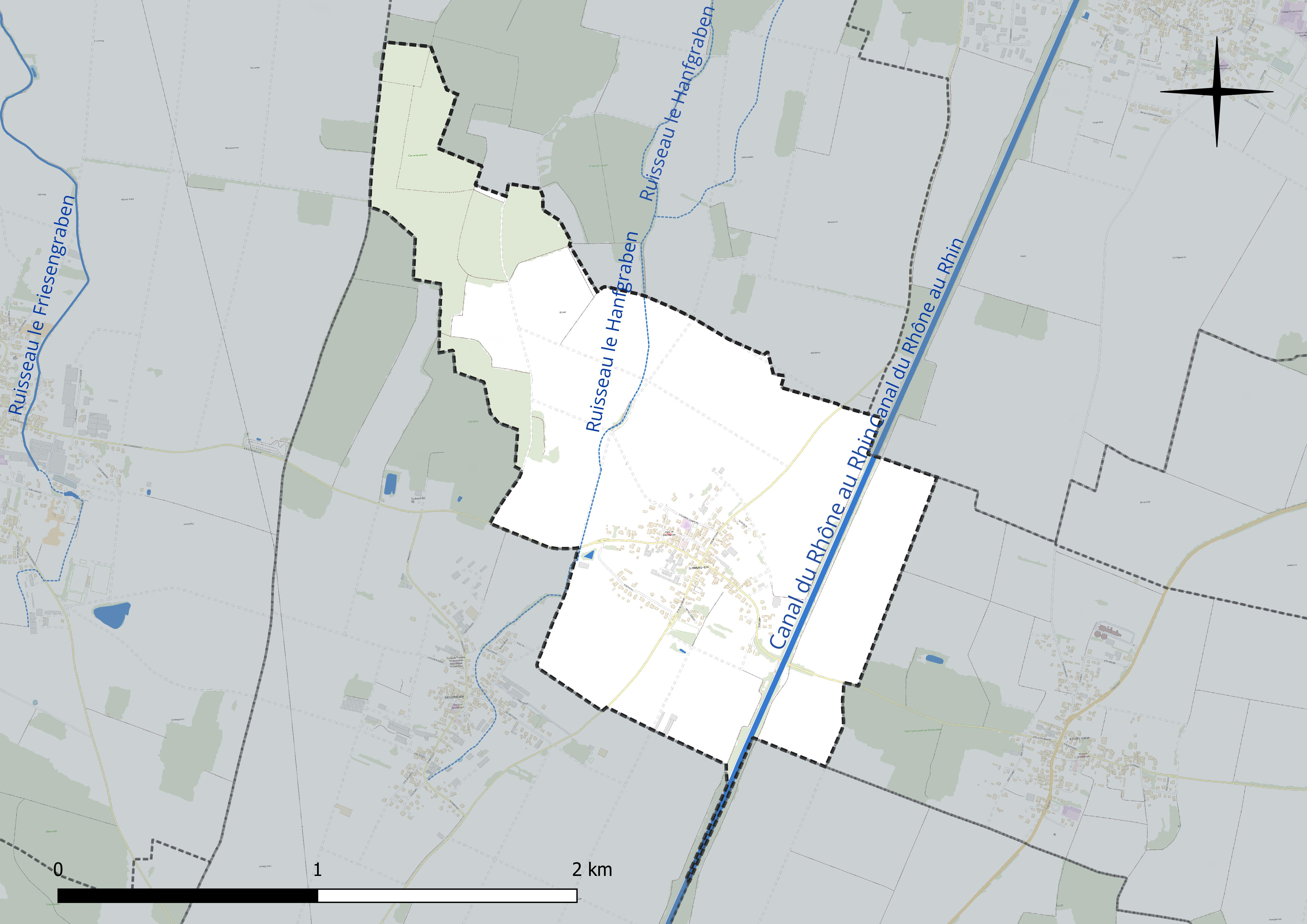
Réseau hydrographique de Schwobsheim.

#### Gestion et qualité des eaux
Le territoire communal est couvert par le schéma d'aménagement et de gestion des eaux (SAGE) « Ill Nappe Rhin ». Ce document de planification concerne la nappe phréatique rhénane, les cours d'eau de la plaine d'Alsace et du piémont oriental du Sundgau, les canaux situés entre l'Ill et le Rhin et les zones humides de la plaine d'Alsace. Le périmètre s’étend sur 3 596 km2. Il a été approuvé le 17 janvier 2005. La structure porteuse de l'élaboration et de la mise en œuvre est la région Grand Est. 
La qualité des cours d’eau peut être consultée sur un site dédié géré par les agences de l’eau et l’Agence française pour la biodiversité. 

### Climat
Pour des articles plus généraux, voir Climat du Grand Est et Climat du Bas-Rhin.
En 2010, le climat de la commune est de type climat océanique altéré, selon une étude du Centre national de la recherche scientifique s'appuyant sur une série de données couvrant la période 1971-2000. En 2020, Météo-France publie une typologie des climats de la France métropolitaine dans laquelle la commune est exposée à un climat semi-continental et est dans la région climatique  Alsace, caractérisée par une pluviométrie faible, particulièrement en automne et en hiver, un été chaud et bien ensoleillé, une humidité de l’air basse au printemps et en été, des vents faibles et des brouillards fréquents en automne (25 à 30 jours). 
Pour la période 1971-2000, la température annuelle moyenne est de 10,6 °C, avec une amplitude thermique annuelle de 17,8 °C. Le cumul annuel moyen de précipitations est de 585 mm, avec 7,6 jours de précipitations en janvier et 9,2 jours en juillet. Pour la période 1991-2020, la température moyenne annuelle observée sur la station météorologique de Météo-France la plus proche, « Sélestat Sa », sur la commune de Sélestat à 10 km à vol d'oiseau, est de 11,4 °C et le cumul annuel moyen de précipitations est de 621,1 mm. 
La température maximale relevée sur cette station est de 39,3 °C, atteinte le 13 août 2003 ; la température minimale est de −17 °C, atteinte le 20 décembre 2009,,. 
Les paramètres climatiques de la commune ont été estimés pour le milieu du siècle (2041-2070) selon différents scénarios d'émission de gaz à effet de serre à partir des nouvelles projections climatiques de référence DRIAS-2020. Ils sont consultables sur un site dédié publié par Météo-France en novembre 2022.

## Urbanisme

### Typologie
Au 1er janvier 2024, Schwobsheim est catégorisée commune rurale à habitat dispersé, selon la nouvelle grille communale de densité à sept niveaux définie par l'Insee en 2022.
Elle est située hors unité urbaine. Par ailleurs la commune fait partie de l'aire d'attraction de Sélestat, dont elle est une commune de la couronne,. Cette aire, qui regroupe 37 communes, est catégorisée dans les aires de 50 000 à moins de 200 000 habitants,.

### Occupation des sols
L'occupation des sols de la commune, telle qu'elle ressort de la base de données européenne d’occupation biophysique des sols Corine Land Cover (CLC), est marquée par l'importance des territoires agricoles (72,6 % en 2018), une proportion sensiblement équivalente à celle de 1990 (73,2 %). La répartition détaillée en 2018 est la suivante : terres arables (72,6 %), forêts (16,6 %), zones urbanisées (10,8 %). L'évolution de l’occupation des sols de la commune et de ses infrastructures peut être observée sur les différentes représentations cartographiques du territoire : la carte de Cassini (XVIIIe siècle), la carte d'état-major (1820-1866) et les cartes ou photos aériennes de l'IGN pour la période actuelle (1950 à aujourd'hui).

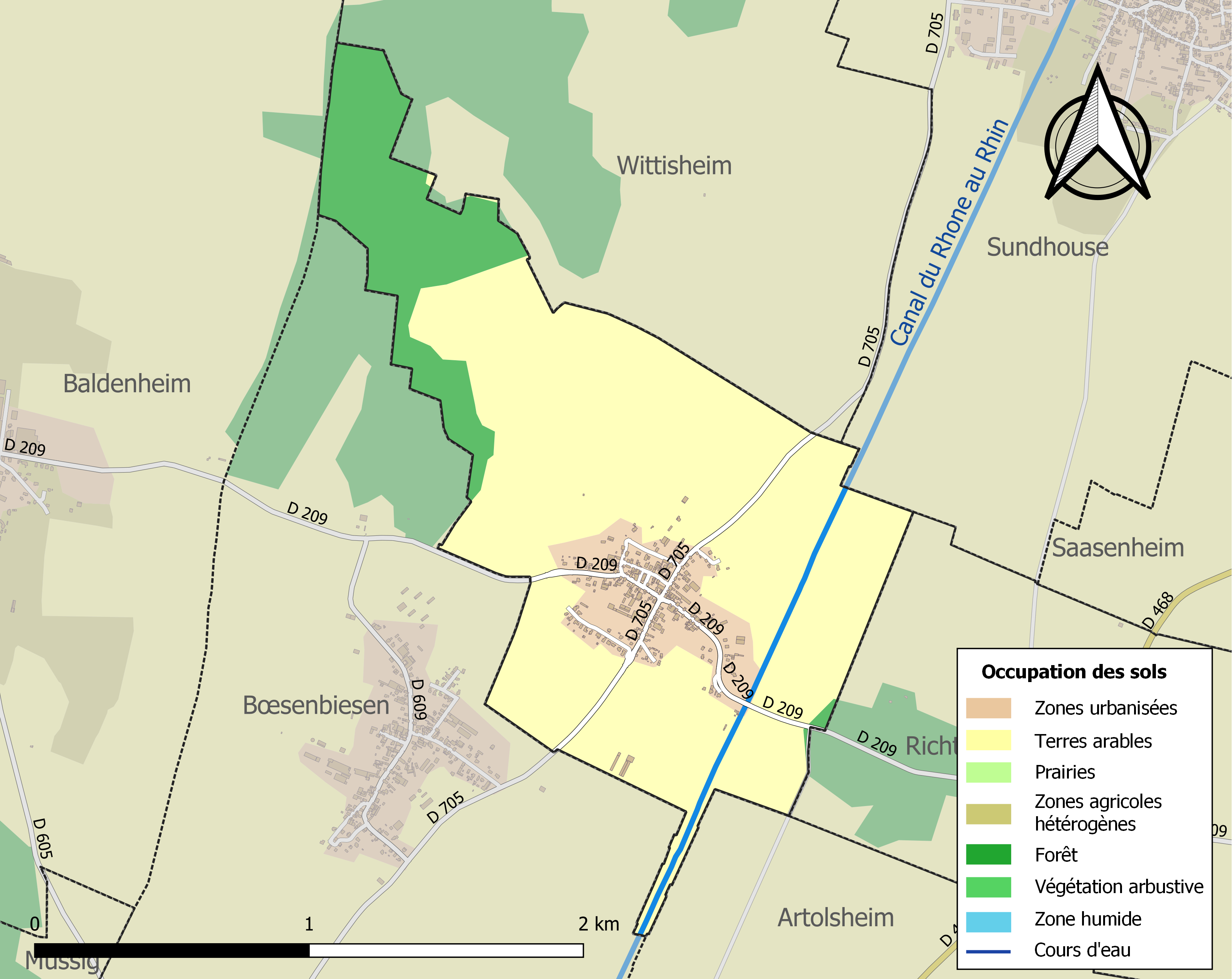
Carte des infrastructures et de l'occupation des sols de la commune en 2018 (CLC).

## Toponymie
- Sowasneisheim, 800 ;
- Schwinsheim, 803.

Le nom de Schwobsheim provient vraisemblablement du nom des Souabes (en allemand Schwaben) qui ont colonisé la localité, ou encore de l'anthroponyme Schwabo et du suffixe Heim = demeure, village.

## Histoire
L'occupation de la localité est confirmée par une colonisation planifiée des environs et par la découverte d'un cimetière mérovingien. Au Xe siècle, l'abbaye d'Ebersmunster possède des terres dans la commune, de même que l'évêché suisse de Coire, chef-lieu du canton des Grisons. Le village passe ensuite entre les mains de l'évêché de Strasbourg qui le cède à titre de fief aux Landgraves de Werd. À partir de 1325, le fief est revendu à l'évêché de Strasbourg qui l'intègre au bailliage de Bernstein, puis à celui de Marckolsheim, jusqu'à la Révolution. À la suite de la politique des Réunions, lancée par le roi Louis XIV, le 9 août 1680, le village est annexé par le royaume de France comme une grande partie de l'Alsace. Le Traité de Ryswick en 1697 vient ratifier cette annexion. L'histoire du village est ensuite intimement liée à celle du reste de l'Alsace. En 1871, à la suite de la guerre franco-allemande de 1870, Schwobsheim devient allemand avant de revenir à la France après la Première Guerre mondiale. La commune est brièvement incluse dans le Troisième Reich durant la Seconde Guerre mondiale.

## Politique et administration

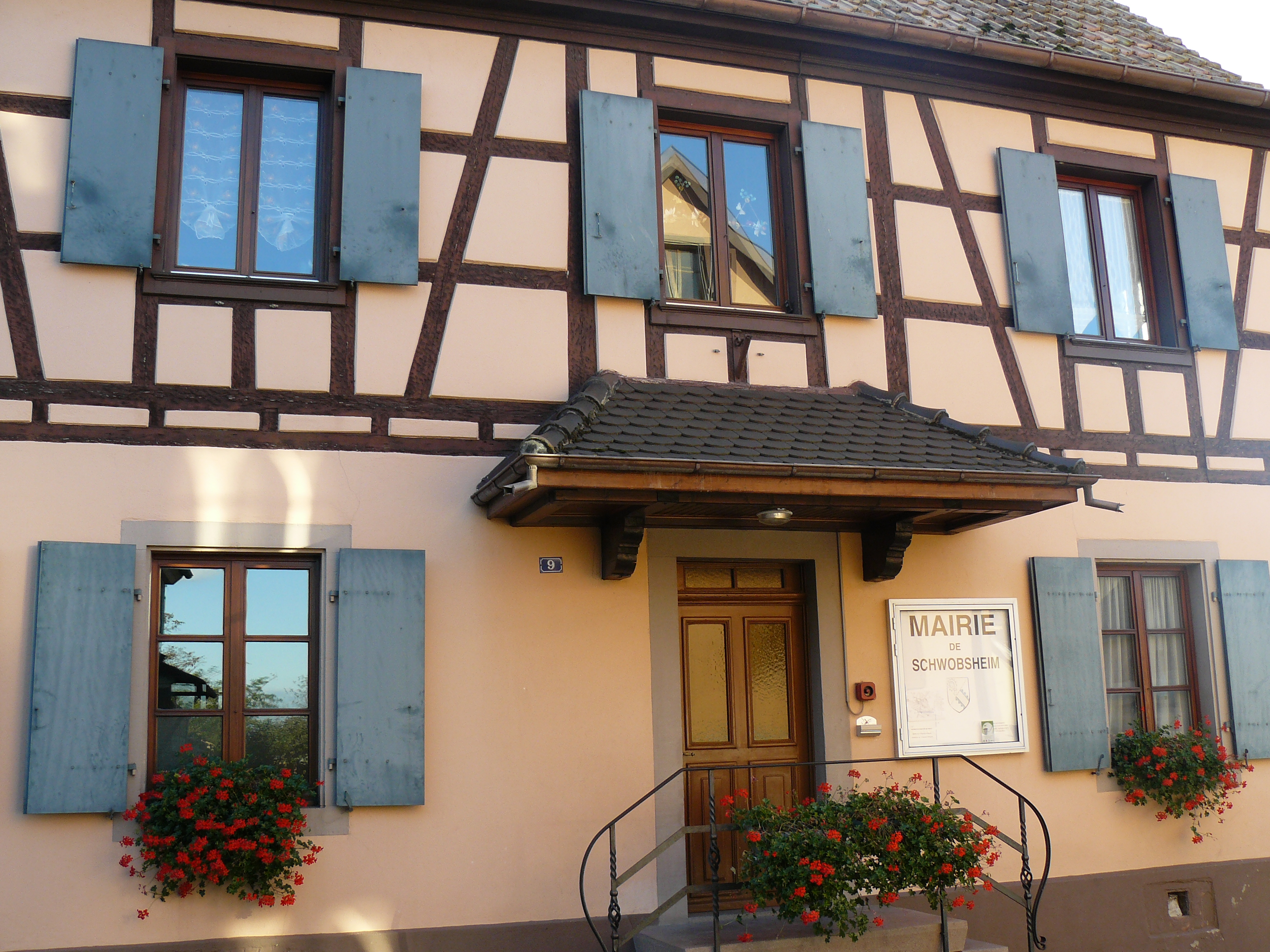
La mairie de Schwobsheim.

### Liste des maires
| Période                                  | Période                   | Identité                                     | Étiquette | Qualité |
| ---------------------------------------- | ------------------------- | -------------------------------------------- | --------- | ------- |
| Les données manquantes sont à compléter. |                           |                                              |           |         |
| mars 2001                                | 2014                      | Jean-Marie Simler                            |           |         |
| 2014                                     | En cours (au 31 mai 2020) | Denise Kempf Réélue pour le mandat 2020-2026 |           |         |

## Population et société

### Démographie
L'évolution du nombre d'habitants est connue à travers les recensements de la population effectués dans la commune depuis 1793. Pour les communes de moins de 10 000 habitants, une enquête de recensement portant sur toute la population est réalisée tous les cinq ans, les populations de référence des années intermédiaires étant quant à elles estimées par interpolation ou extrapolation. Pour la commune, le premier recensement exhaustif entrant dans le cadre du nouveau dispositif a été réalisé en 2005.

En 2022, la commune comptait 325 habitants, en stagnation par rapport à 2016 (Bas-Rhin : +3,17 %, France hors Mayotte : +2,11 %).
| 1793 | 1800 | 1806 | 1821 | 1831 | 1836 | 1841 | 1846 | 1851 |
| ---- | ---- | ---- | ---- | ---- | ---- | ---- | ---- | ---- |
| 126  | 65   | 131  | 178  | 200  | 190  | 209  | 215  | 230  |

| 1856 | 1861 | 1866 | 1871 | 1875 | 1880 | 1885 | 1890 | 1895 |
| ---- | ---- | ---- | ---- | ---- | ---- | ---- | ---- | ---- |
| 228  | 233  | 228  | 219  | 214  | 213  | 235  | 254  | 249  |

| 1900 | 1905 | 1910 | 1921 | 1926 | 1931 | 1936 | 1946 | 1954 |
| ---- | ---- | ---- | ---- | ---- | ---- | ---- | ---- | ---- |
| 256  | 254  | 229  | 221  | 222  | 233  | 234  | 200  | 211  |

| 1962 | 1968 | 1975 | 1982 | 1990 | 1999 | 2005 | 2006 | 2010 |
| ---- | ---- | ---- | ---- | ---- | ---- | ---- | ---- | ---- |
| 196  | 191  | 209  | 200  | 216  | 225  | 242  | 243  | 305  |

| 2015 | 2020 | 2022 | - | - | - | - | - | - |
| ---- | ---- | ---- | - | - | - | - | - | - |
| 324  | 329  | 325  | - | - | - | - | - | - |

### Associations du village
- Le club des jeunes ;
- La chorale.

## Culture locale et patrimoine

### Lieux et monuments
- Ancien village

Il existait entre Schwobsheim et Wittisheim un ancien village connu sous le nom de « Issenzeim » qui a aujourd'hui complètement disparu. Selon la rumeur les habitants de ce village ont été décimés par une épidémie de peste.
- Église catholique Saint-Jacques.

Schwobsheim possédait une église dès le XIVe siècle. L'église est citée en 1371, elle est peut-être l'héritière d'un ancien édifice cité dès 953. Ruinée à plusieurs reprises, l'église a fait l'objet entre-temps de plusieurs transformations  dont la dernière en 1842. Sa configuration présente un clocher en façade, avec une nef unique et un chœur en retrait. L'orgue baroque de type « Besançon » est l'un des plus beaux de la région classé dans les monuments historiques, restauré en 1995. Le fond de la nef est représenté par des sculptures modernes.

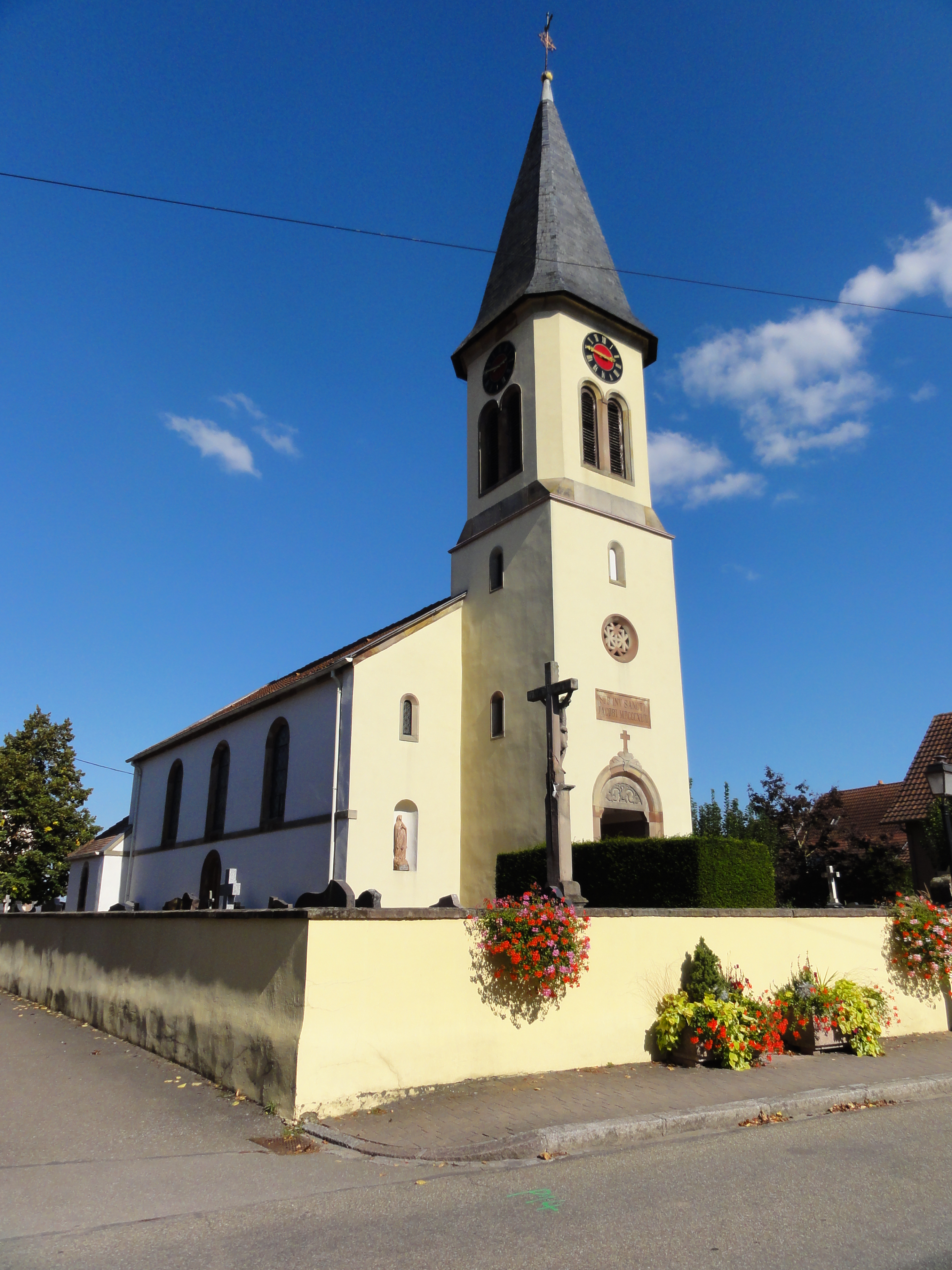
Église Saint-Jacques-le-Majeur.
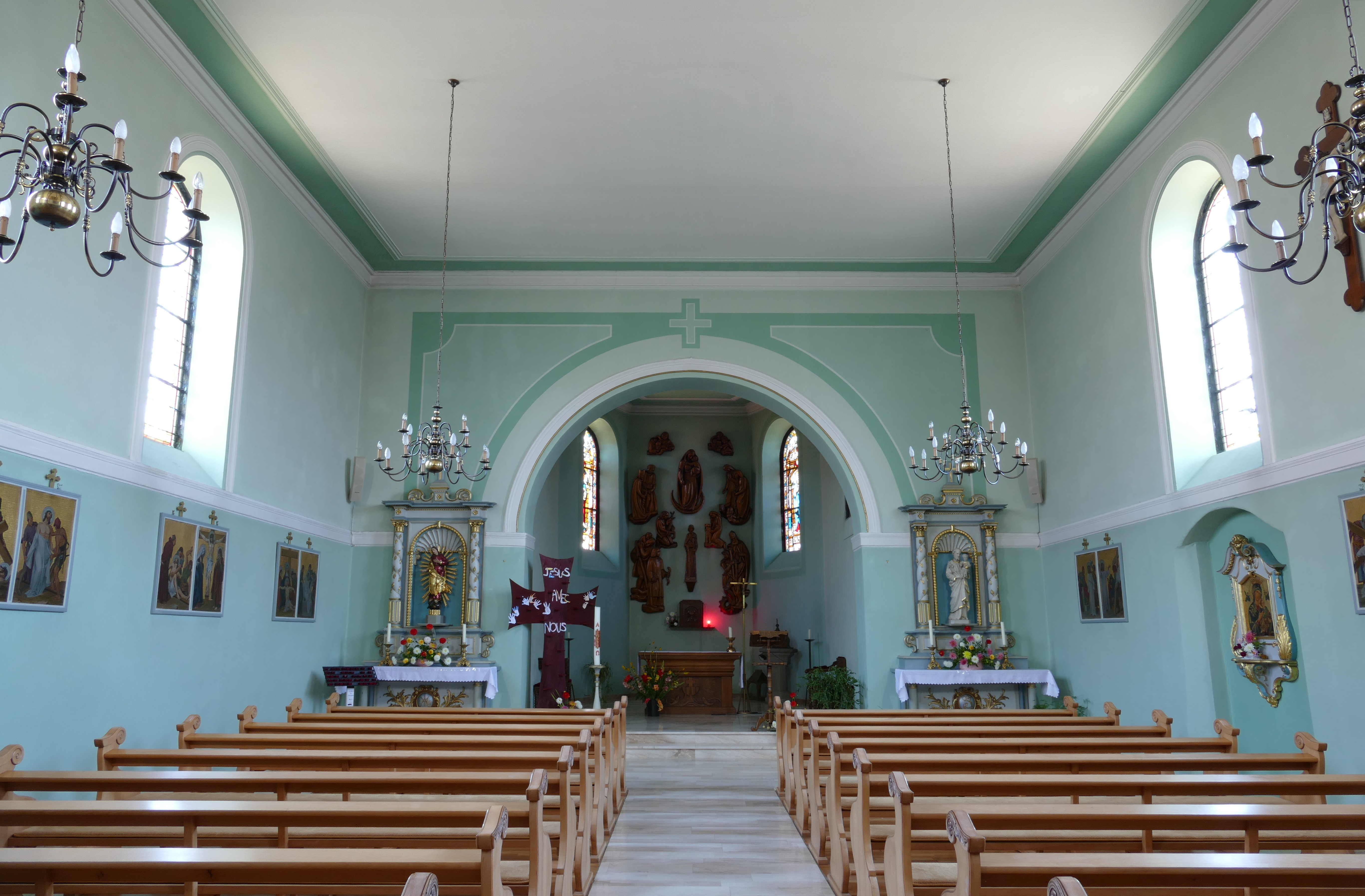
Vue intérieure de la nef vers le chœur.
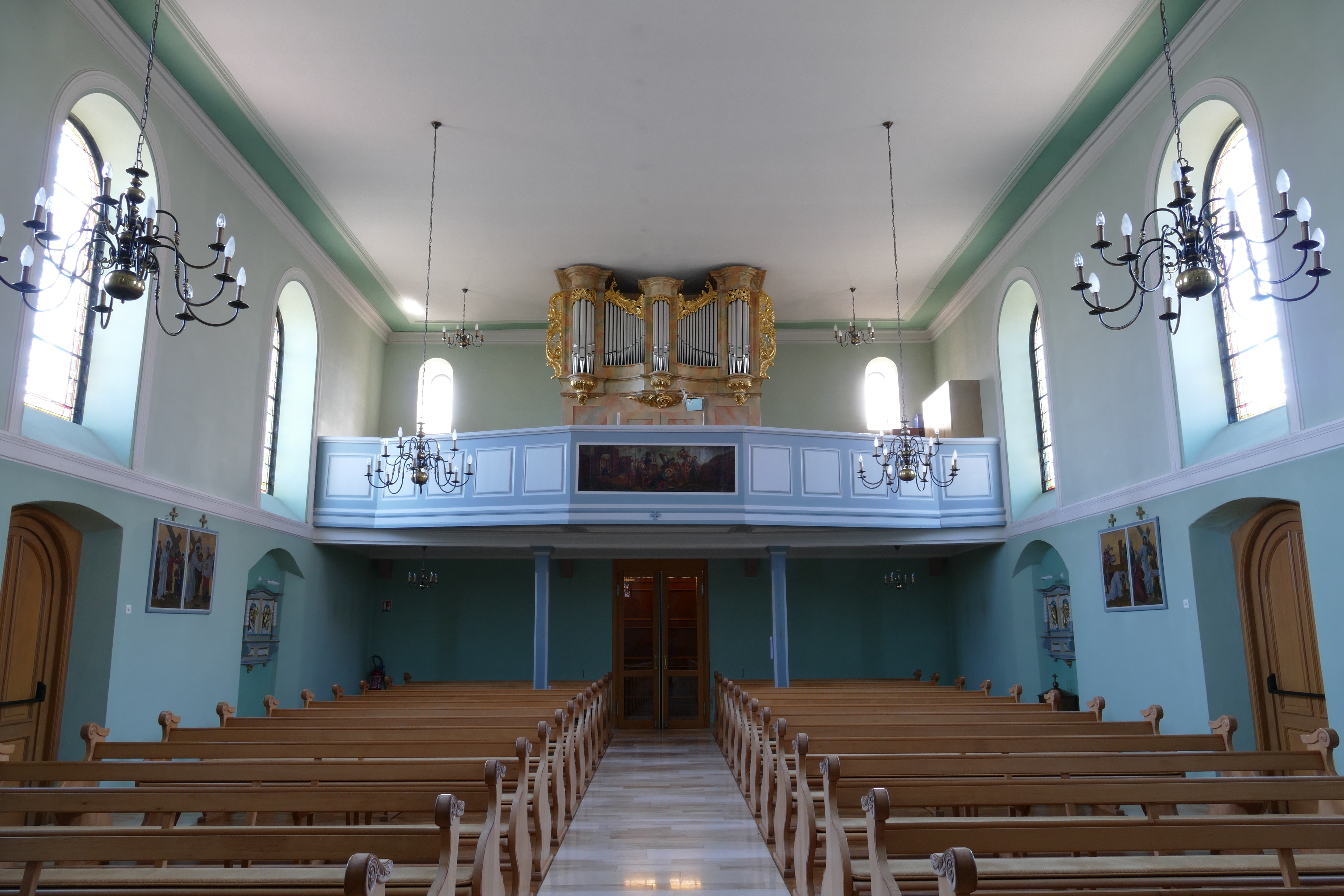
Vue intérieure de la nef avec la tribune d'orgue.
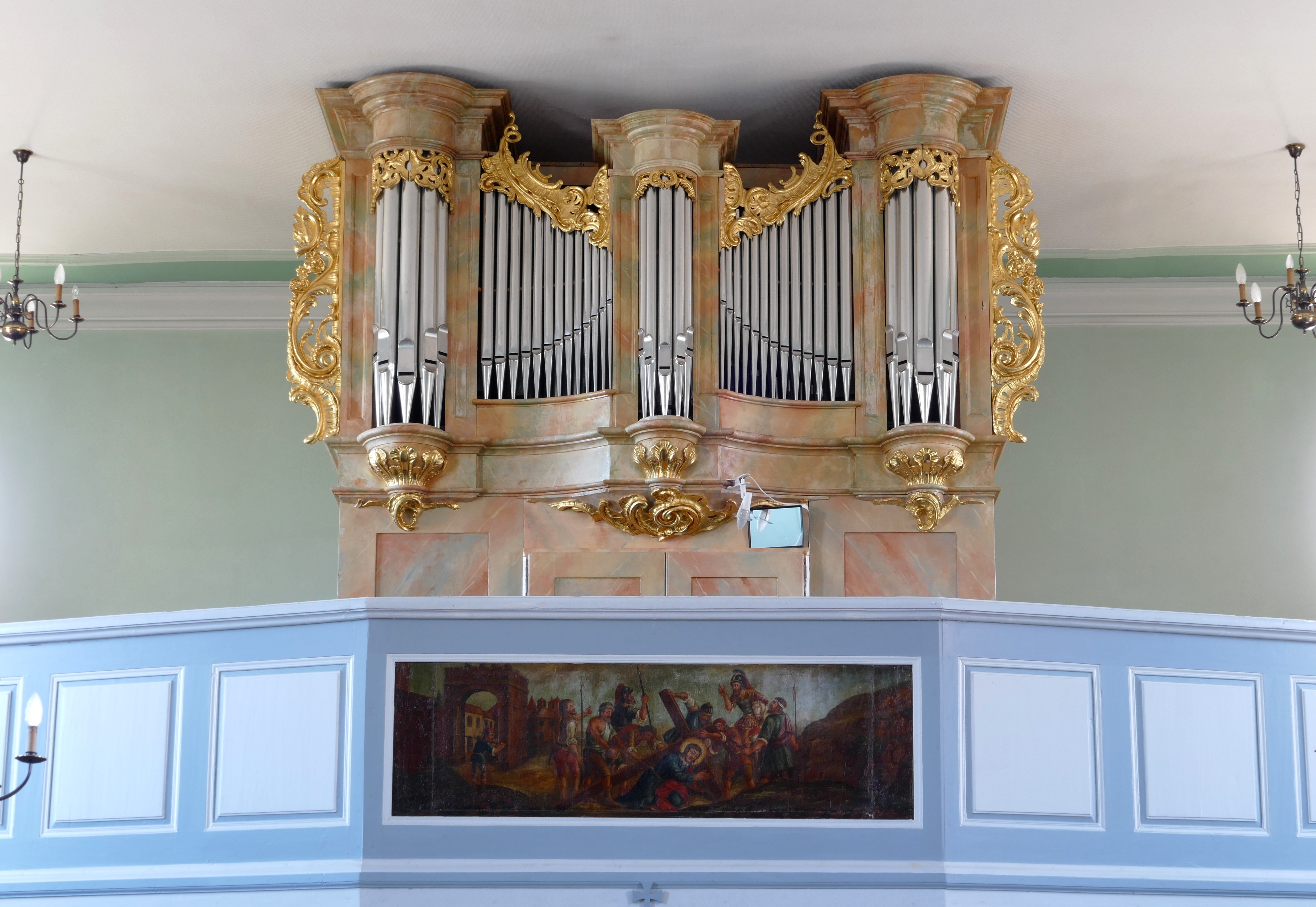
Orgue Besançon-Wetzel-Kriess (1769).

- Presbytère.

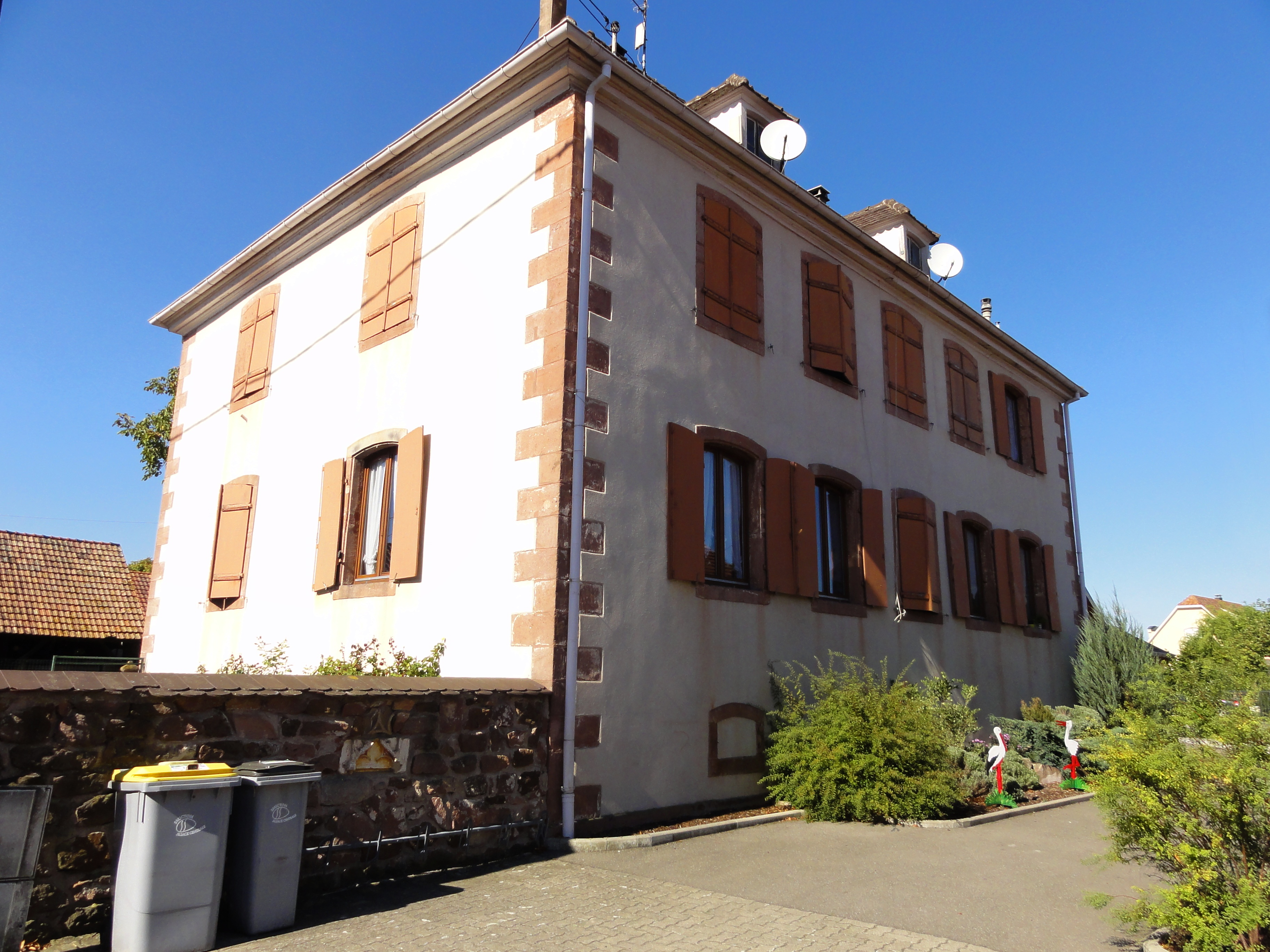
Ancien presbytère (XVIIIe -XIXe), aujourd'hui école, 40 rue de l'École.

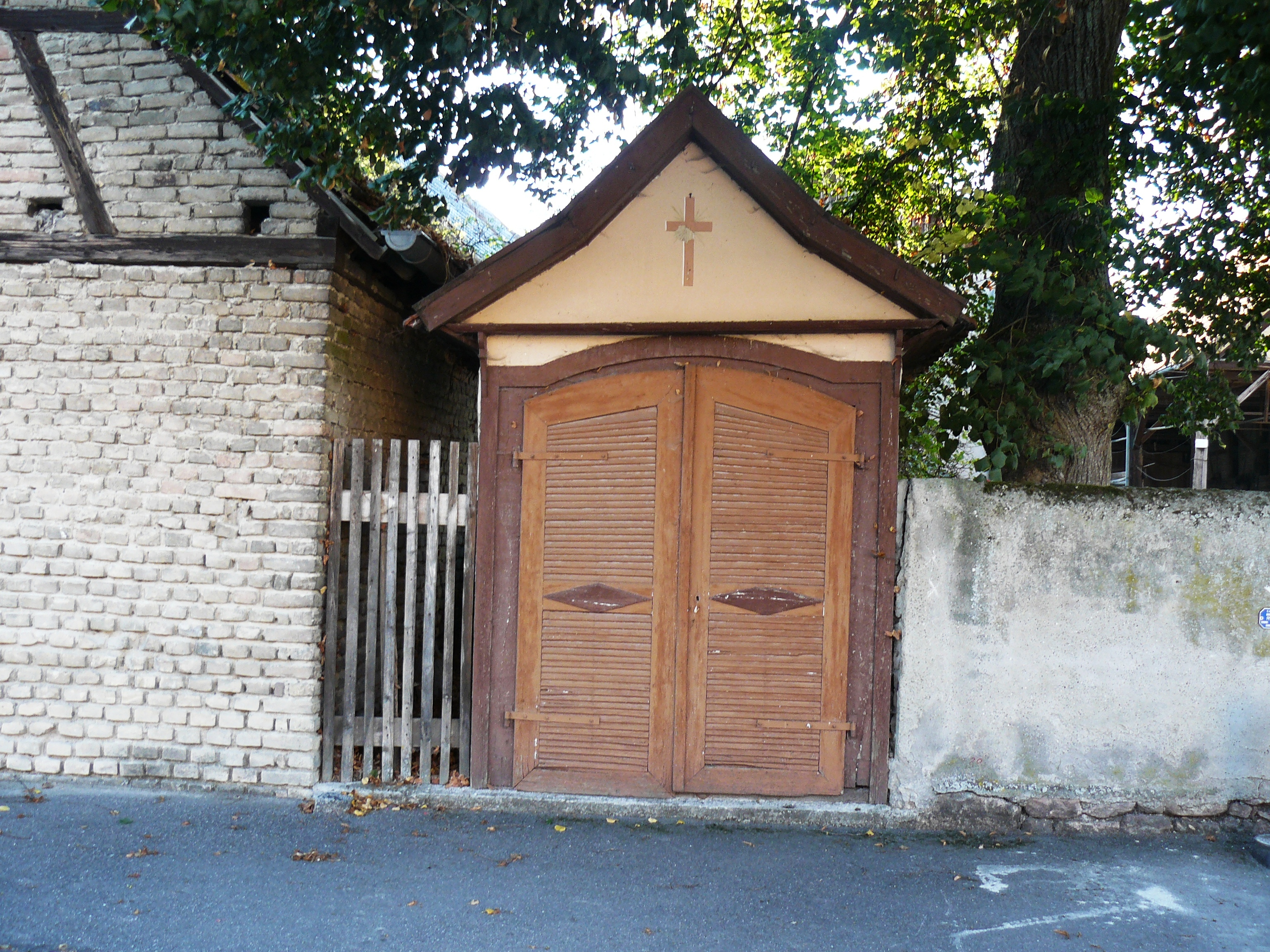
Oratoire fermé.

Renouvelé en appartements, le presbytère a été inauguré le 28 octobre 2018 à la suite de 13 mois de travaux.
- Maisons à pans de bois.

### Héraldique
| Blason de Schwobsheim | Blason  | Taillé : au premier de gueules à la crosse épiscopale d'argent issant de la partition, au second d'argent à la bande de gueules, fleuronnée et contre-fleuronnée de sinople. |
| Blason de Schwobsheim | Détails | |